# Gradina (miasto Prijedor)
Gradina (cyr. Градина) – wieś w Bośni i Hercegowinie, w Republice Serbskiej, w mieście Prijedor. W 2013 roku liczyła 479 mieszkańców.